# Рядно, Михаил Игоревич
Михаи́л И́горевич Рядно́ (род. 18 сентября 2005, Москва) — российский футболист, защитник московского ЦСКА.

## Клубная карьера

### ЦСКА (Москва)
Воспитанник академии ЦСКА. 14 июля 2023 года заключил с клубом профессиональный контракт. На следующий день дебютировал в составе армейцев в матче за Суперкубок против «Зенита» (0:0; 4:5 пен.), заменив на 82-й минуте Бахтиёра Зайнутдинова. Установил рекорд как самый молодой участник Суперкубка. 22 июля дебютировал в РПЛ в игре с «Уралом», заменив на 33-й минуте травмированного Виллиана Рошу.
14 августа 2023 года в матче чемпионата России против «Сочи» (3:1) забил первый гол за ЦСКА, тем самым став самым молодым защитником ЦСКА, забивавшим в чемпионатах России.
12 июля 2025 года Рядно стал обладателем Суперкубка России.

#### Аренда в «Родину»
25 июля 2024 года перешел в московскую «Родину» на правах полугодичной аренды. 28 июля в матче Первой лиги против «Алании» (0:1) он дебютировал за новый клуб, выйдя в стартовом составе. В декабре Рядно был признан лучшим игроком «Родины» в первой части сезона. 25 декабря 2024 года по завершении аренды вернулся в ЦСКА.
20 февраля 2025 года Рядно повторно отправился в аренду в «Родину», но теперь до конца сезона 2024/25. 20 апреля 2025 года в матче Первой лиги против «Уфы» (2:0) Рядно отметился первым результативным действием за московский клуб, отдав голевую передачу на Артёма Максименко. В июне 2025 года Михаил Рядно по завершении арендного соглашения вернулся в ЦСКА.

## Карьера в сборной
В сентябре 2023 года Рядно был впервые вызван в молодёжную сборную России. 8 сентября он дебютировал за команду в товарищеском матче против Узбекистана (3:3), выйдя в основном составе. В этом же поединке Рядно отдал голевую передачу на Матвея Кисляка. 9 сентября 2024 года в товарищеском матче против Вьетнама (0:2) Михаил Рядно забил дебютный гол за молодёжную сборную России.

## Статистика
| Выступление      | Выступление      | Выступление      | Чемпионат | Чемпионат | Кубки | Кубки | Другие | Другие | Итого | Итого |
| Клуб             | Лига             | Сезон            | Игры      | Голы      | Игры  | Голы  | Игры   | Голы   | Игры  | Голы  |
| ---------------- | ---------------- | ---------------- | --------- | --------- | ----- | ----- | ------ | ------ | ----- | ----- |
| ЦСКА             | Премьер-лига     | 2023/24          | 5         | 1         | 6     | 0     | 1      | 0      | 12    | 1     |
| ЦСКА             | Премьер-лига     | 2025/26          | 0         | 0         | 1     | 0     | 0      | 0      | 1     | 0     |
| ЦСКА             | Итого            | Итого            | 5         | 1         | 7     | 0     | 1      | 0      | 13    | 1     |
| → Родина         | Первая лига      | 2024/25          | 27        | 0         | 0     | 0     | —      | —      | 27    | 0     |
| → Родина         | Итого            | Итого            | 27        | 0         | 0     | 0     | —      | —      | 27    | 0     |
| Всего за карьеру | Всего за карьеру | Всего за карьеру | 32        | 1         | 7     | 0     | 1      | 0      | 40    | 1     |

1. ↑  Суперкубок России.

## Достижения
ЦСКА (Москва)
- Обладатель Суперкубка России: 2025